# 17 février aux Jeux olympiques de 2010
Pour un article plus général, voir Jeux olympiques d'hiver de 2010.
Le mercredi 17 février aux Jeux olympiques d'hiver de 2010 est le sixième jour' de compétition.

## Programme
| Heure UTC-8 (Vancouver)                       |               |
| bleu                                          | Cérémonie     |
| neutre                                        | Épreuve       |
| or                                            | Finale        |
| orange                                        | Petite finale |
| rose                                          | Reporté       |
| gris                                          | Annulé        |
| Compétition masculine                         | Hommes        |
| Compétition féminine                          | Femmes        |
| Compétition mixte (hommes et femmes mélangés) | Mixte         |
| Compétition en couple (1 homme et 1 femme)    | Couple        |
| modifier                                      |               |

| Horaire | Discipline Spécialité | Discipline Spécialité                       | Discipline Spécialité                         | Phase                                   | Résultats | Références |
| ------- | --------------------- | ------------------------------------------- | --------------------------------------------- | --------------------------------------- | --------- | ---------- |
| 9h00    |                       | Curling                                     | Compétition femmes                            | Phase préliminaire 2e session           | 4 - 5     | -          |
| 9h00    |                       | Curling                                     | Compétition femmes                            | Phase préliminaire 2e session           | 6 - 5     | -          |
| 9h00    |                       | Curling                                     | Compétition femmes                            | Phase préliminaire 2e session           | 7 - 8     | -          |
| 9h00    |                       | Curling                                     | Compétition femmes                            | Phase préliminaire 2e session           | 6 - 7     | -          |
| 10h15   |                       | Ski de fond Sprint individuel classique     | Compétition femmes                            | Qualifications                          | -         | -          |
| 10h40   |                       | Ski de fond Sprint individuel classique     | Compétition hommes                            | Qualifications                          | -         | -          |
| 11h00   |                       | Ski alpin Descente                          | Compétition femmes                            | Finale                                  | -         | -          |
| 12h00   |                       | Hockey sur glace                            | Compétition hommes                            | Manche préliminaire Groupe A - Match 4  | 5 - 1     | -          |
| 12h30   |                       | Ski de fond Sprint individuel classique     | Compétition femmes                            | Quarts de finale                        | -         | -          |
| 12h58   |                       | Ski de fond Sprint individuel classique     | Compétition hommes                            | Quarts de finale                        | -         | -          |
| 13h05   |                       | Snowboard Halfpipe                          | Compétition hommes                            | Qualifications                          | -         | -          |
| 13h26   |                       | Ski de fond Sprint individuel classique     | Compétition femmes                            | Demi-finales                            | -         | -          |
| 13h38   |                       | Ski de fond Sprint individuel classique     | Compétition hommes                            | Demi-finales                            | -         | -          |
| 13h52   |                       | Ski de fond Sprint individuel classique     | Compétition femmes                            | Finale                                  | -         | -          |
| 14h00   |                       | Curling                                     | Compétition femmes                            | Phase préliminaire 1re session          | 9 - 4     | -          |
| 14h00   |                       | Curling                                     | Compétition femmes                            | Phase préliminaire 3e session           | 6 - 7     | -          |
| 14h00   |                       | Curling                                     | Compétition hommes                            | Phase préliminaire 3e session           | 1 - 8     | -          |
| 14h00   |                       | Curling                                     | Compétition hommes                            | Phase préliminaire 3e session           | 3 - 6     | -          |
| 14h02   |                       | Ski de fond Sprint individuel classique     | Compétition hommes                            | Finale                                  | -         | -          |
| 14h30   |                       | Hockey sur glace                            | Compétition femmes                            | Manche préliminaire Groupe A - Match 9  | 13 - 1    | -          |
| 16h00   |                       | Patinage de vitesse 1000 m                  | Compétition hommes                            | Finale                                  | -         | -          |
| 16h30   |                       | Hockey sur glace                            | Compétition hommes                            | Manche préliminaire Groupe C - Match 5  | 2 - 0     | -          |
| 17h00   |                       | Luge Luge double - 1re manche               | Compétition mixte (hommes et femmes ensemble) | Manche de compétition                   | -         | -          |
| 17h00   |                       | Patinage de vitesse sur piste courte 500 m  | Compétition femmes                            | Quarts de finale                        | -         | -          |
| 17h15   |                       | Snowboard Halfpipe                          | Compétition hommes                            | Demi-finales                            | -         | -          |
| 17h25   |                       | Patinage de vitesse sur piste courte 1000 m | Compétition hommes                            | Séries éliminatoires                    | -         | -          |
| 18h10   |                       | Patinage de vitesse sur piste courte 500 m  | Compétition femmes                            | Demi-finales                            | -         | -          |
| 18h30   |                       | Luge Luge double - 2e manche                | Compétition mixte (hommes et femmes ensemble) | Finale                                  | -         | -          |
| 18h32   |                       | Patinage de vitesse sur piste courte 5000 m | Compétition hommes                            | Demi-finales                            | -         | -          |
| 19h00   |                       | Curling                                     | Compétition femmes                            | Phase préliminaire 3e session           | 7 - 3     | -          |
| 19h00   |                       | Curling                                     | Compétition femmes                            | Phase préliminaire 3e session           | 4 - 6     | -          |
| 19h00   |                       | Curling                                     | Compétition hommes                            | Phase préliminaire 3e session           | 8 - 6     | -          |
| 19h00   |                       | Hockey sur glace                            | Compétition femmes                            | Manche préliminaire Groupe A - Match 10 | 2 - 5     | -          |
| 19h07   |                       | Patinage de vitesse sur piste courte 500 m  | Compétition femmes                            | Finale                                  | -         | -          |
| 19h15   |                       | Snowboard Halfpipe                          | Compétition hommes                            | Finales                                 | -         | -          |
| 21h00   |                       | Hockey sur glace                            | Compétition hommes                            | Manche préliminaire Groupe B - Match 6  | 3 - 1     | -          |

## Médailles du jour
- Pays organisateur (Canada)

| Rang  | Nation       | Or | Argent | Bronze | Total |
| ----- | ------------ | -- | ------ | ------ | ----- |
| 1     | États-Unis   | 3  | 1      | 2      | 6     |
| 2     | Russie       | 1  | 1      | 0      | 2     |
| 3     | Autriche     | 1  | 0      | 1      | 2     |
| 3     | Norvège      | 1  | 0      | 1      | 2     |
| 5     | Chine        | 1  | 0      | 0      | 1     |
| 6     | Canada       | 0  | 1      | 0      | 1     |
| 6     | Corée du Sud | 0  | 1      | 0      | 1     |
| 6     | Finlande     | 0  | 1      | 0      | 1     |
| 6     | Lettonie     | 0  | 1      | 0      | 1     |
| 6     | Pologne      | 0  | 1      | 0      | 1     |
| 11    | Allemagne    | 0  | 0      | 1      | 1     |
| 11    | Italie       | 0  | 0      | 1      | 1     |
| 11    | Slovénie     | 0  | 0      | 1      | 1     |
| Total | Total        | 7  | 7      | 7      | 21    |